# Rudi Fischer
Rudolf Fischer (Stuttgart, 19 de abril de 1912-Luzerna, 30 de diciembre de 1976), más conocido como Rudi Fischer, fue un piloto de automovilismo suizo. En Fórmula 1 compitió en 8 Grandes Premios y obtuvo dos podios con su equipo propio, la Écurie Espadon.

## Resultados

### Fórmula 1
(Clave) (negrita indica pole position) (cursiva indica vuelta rápida)

| Año         | Equipo         | 1      | 2   | 3   | 4       | 5      | 6     | 7       | 8       | Pos. | Puntos |
| ----------- | -------------- | ------ | --- | --- | ------- | ------ | ----- | ------- | ------- | ---- | ------ |
| 1950        | Écurie Espadon | GBR    | MON | 500 | SUI DNP | BEL    | FRA   | ITA     |         | NC   | 0      |
| 1951        | Écurie Espadon | SUI 11 | 500 | BEL | FRA     | GBR    | GER 6 | ITA DNS | ESP     | NC   | 0      |
| 1952        | Écurie Espadon | SUI 2  | 500 | BEL | FRA 11  | GBR 13 | GER 3 | NED     | ITA Ret | 4.º  | 10     |
| Referencia: |                |        |     |     |         |        |       |         |         |      |        |